# Primorsk (Kaliningrad)
Primorsk (russisch Приморск), deutsch Fischhausen (im 13. Jahrhundert Schönewick), ist eine Stadt in der russischen Oblast Kaliningrad. Sie gehört zum Stadtkreis Baltijsk.

## Geographische Lage

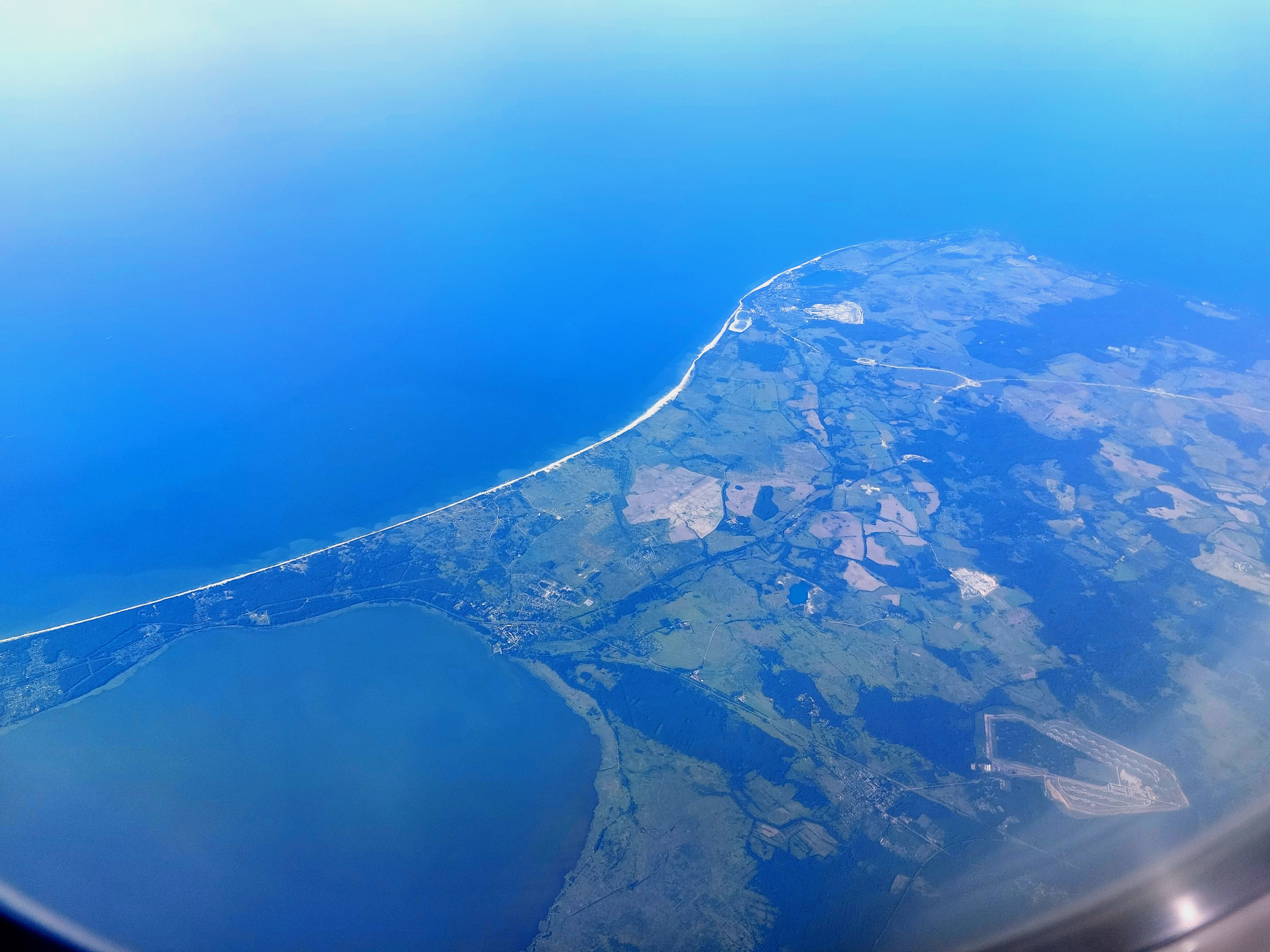
Stadtgebiet, vom Flugzeug aus gesehen, Blickrichtung Nord

Die Kleinstadt liegt in der historischen Region Preußen, an einer Bucht an der Nordküste des Frischen Haffs. Das Gebietszentrum Kaliningrad (Königsberg) befindet sich etwa 30 Kilometer östlich. In unmittelbarer Nähe verläuft die so genannte Bernsteinküste an der Ostsee. Östlich der Stadt liegt die Kapornsche Heide mit der Vierbrüdersäule. 5 km südwestlich der Stadt befindet sich die Burg Lochstedt.

## Geschichte

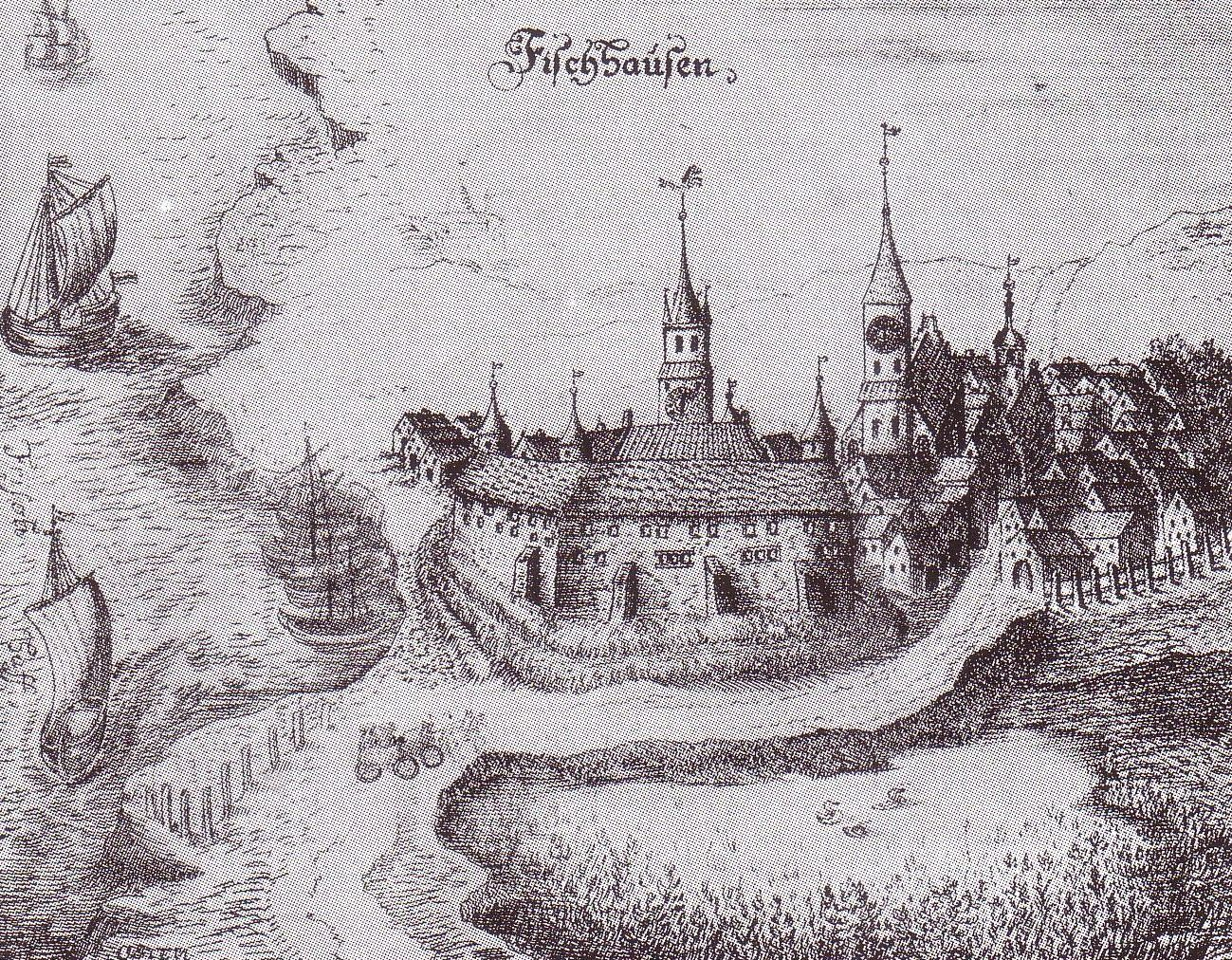
Christoph Hartknoch: Fischhausen um 1684. Kupferstich

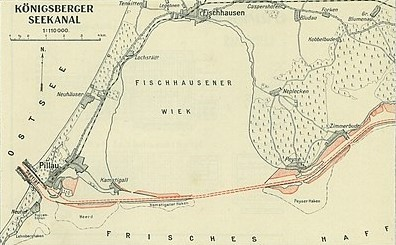
Fischhausen, am Nordufer der Fischhausener Wiek (1927)

Fischhausen, nördlich am Frischen Haff und westlich der Stadt Königsberg, auf einer Landkarte von 1910 (Detailkarte im Bild unten rechts)

Um 1266 erbaute der Bischof von Samland am Nordufer des Frischen Haffs die Burg Schönewick. Erstmals wird der Ort 1268 als aput castrum nostrum Schonewik erwähnt. Der Name leitet sich kaum wahrscheinlich von einem germanischen Begriff, sondern vom prußischen Flurnamen Skanevīs ab, der sich auf den gleichnamigen Fluss bezogen hat und „Schallender, Klingender, Tönender“ bedeutet. 1299 beauftragte der Bischof einige Lokatoren, mit Siedlern aus Stralsund neben der Burg eine Stadt zu gründen. Am 14. September 1305 erteilte der samländische Bischof Siegfried von Reinstein der Stadt die erste Handfeste. Die Stadt führte in den nächsten Jahren ebenfalls den Namen Schönewick, doch die Bezeichnung änderte sich bald, und um 1320 wurde sie allgemein Bischoveshusen genannt, was so viel wie ‚Behausung des Bischofs‘ bedeutet. Im Jahre 1326 erscheint für das Schloss die Bezeichnung castrum Vischhusen. Um das 15. Jahrhundert hatte sich aus dem früheren Namen Bischoveshusen für die Stadt allmählich der Ortsname Vischhausen herausgebildet. In den Jahren 1305 bis 1315 wurde im gotischen Backsteinstil eine Ordenskirche errichtet.
1525 heiratete der preußische Herzog Albrecht in der Fischhausener Burgkapelle die dänische Prinzessin Dorothea. Dessen geistesschwacher Sohn Albrecht Friedrich lebte bis zu seinem Tode 1618 auf der Burg. Die Burg verfiel am Ende des 17. Jahrhunderts, und Preußenkönig Friedrich I. ließ sie abreißen und verwendete die Steine für den Festungsbau in Pillau. Von der Burg blieben lediglich Ruinen erhalten.
Als nach dem Wiener Kongress Preußen seine Verwaltung neu ordnete, wurde Fischhausen 1818 zur Kreisstadt des Kreises Fischhausen. Mit dem Bau der Ostpreußischen Südbahn erhielt die Stadt eine Bahnverbindung sowohl nach Königsberg als auch nach Pillau. 1885 lebten 2758 Menschen in Fischhausen, das zu dieser Zeit hauptsächlich eine Ackerbürgerstadt war. Daneben wurde Fischerei betrieben, außerdem befanden sich Ziegeleien und Sägewerke in der Stadt.
Als 1939 die Kreise Fischhausen und Königsberg zum neuen Landkreis Samland zusammengeschlossen wurden, verlor Fischhausen seinen Status als Kreisstadt, der neue Sitz der Kreisverwaltung kam nach Königsberg. Bei der Volkszählung 1939 hatte die Ordensstadt Fischhausen mit Carlshof, Ludwigsfelde, Milchbude, Neuendorf, Rosenthal und Schäferhof insgesamt 3879 Einwohner. Als im April 1945 die sowjetische Front sich Fischhausen näherte, begaben sich seine Einwohner auf die Flucht. Am 16. April wurde die Stadt von den sowjetischen Truppen angegriffen und völlig zerstört.
Nach Ende der Kampfhandlungen des Zweiten Weltkriegs wurde die Stadt zusammen mit der nördlichen Hälfte Ostpreußens von der Sowjetunion unter eigene Verwaltung genommen. Die Stadt wurde dem sowjetischen Oblast Kaliningrad zugeordnet und am 7. September 1946 in Primorsk umbenannt. Der Name Primorsk kann etwa mit am Meer gelegene Stadt übersetzt werden. Bis zum 25. Juli 1947 war die Stadt formal noch Verwaltungssitz des Rajon Primorsk. Nach der Auflösung des Rajon Primorsk am 12. Dezember 1962 wurde die Stadt, die nicht wieder im gleichen Umfang wie vor dem Krieg aufgebaut wurde, am 15. August 1963 dem Stadtsowjet Swetly unterstellt. Im Jahr 1996 wurde sie dem Stadtkreis Baltijsk zugeordnet. In den Jahren 2005 bis 2008 war Primorsk zu einer Siedlung städtischen Typs herabgestuft.

## Amtsbezirk Domäne Fischhausen (1874–1930)
Am 13. Juni 1874 wurde – neben der Stadtgemeinde Fischhausen – ein Amtsbezirk Domäne Fischhausen gebildet, der bis 1930 bestand und zum Kreis Fischhausen im Regierungsbezirk Königsberg der preußischen Provinz Ostpreußen gehörte. Ihm waren anfangs drei Landgemeinden (LG) und drei Gutsbezirke (GB) zugeordnet:
| Deutscher Name           | Russischer Name | Bemerkungen                                         |
| ------------------------ | --------------- | --------------------------------------------------- |
| Dargen (LG)              | Lunino          |                                                     |
| Littausdorf (LG)         | Sorino          | 1928 in die Landgemeinde Sanglienen eingegliedert   |
| Sanglienen (LG)          | Chmeljowka      |                                                     |
| Fischhausen, Domäne (GB) | Primorsk        | 1928 in die Stadtgemeinde Fischhausen eingegliedert |
| Gaffken (GB)             | Parusnoje       | 1928 in Landgemeinde umgewandelt                    |
| Osterau (GB)             | Ossetrowo       | 1928 in die Landgemeinde Gaffken eingegliedert      |
| ab 1900: Neuendorf (GB)  | Diwnoje         | 1928 in die Stadtgemeinde Fischhausen eingegliedert |

Aufgrund der Eingemeindung der Domäne Fischhausen in die Stadtgemeinde Fischhausen wurde der Amtsbezirk Domäne Fischhausen am 23. April 1930 aufgelöst, und die noch zugehörigen Orte Dargen, Gaffken und Sanglienen in den Nachbaramtsbezirk Tenkitten umgegliedert.

## Demografie
| Jahr | Einwohner | Anmerkungen |
| ---- | --------- | --- |
| 1768 | 0876      | [ 5 ] |
| 1782 | 1110      | in 128 Haushalten (Feuerstellen) |
| 1798 | 0992      | [ 5 ] |
| 1802 | 1133      | Stadt |
| 1810 | 1017      | [ 5 ] [ 7 ] |
| 1816 | 1231      | Stadt, davon 1220 Evangelische und elf Katholiken |
| 1821 | 1391      | Kreisstadt, mit 134 Privatwohnhäusern und Gewerben, die mit den Bernstein-Vorkommen in der Umgegend in Zusammenhang stehen |
| 1828 | 1480      | [ 5 ] |
| 1831 | 1504      | [ 8 ] |
| 1852 | 1956      | [ 9 ] |
| 1875 | 2459      | [ 10 ] |
| 1880 | 2562      | [ 10 ] |
| 1885 | 2758      | |
| 1890 | 2874      | davon 28 Katholiken und zwanzig Juden |
| 1900 | 2764      | meist Evangelische |
| 1910 | 2613      | am 1. Dezember, Kreisstadt, mit einer evangelischen Pfarrkirche, einem Landratsamt, einem Amtsgericht, einem Mädchen-Waisenhaus, einer Bahnmeisterei, einer landwirtschaftlichen Winterschule, Mühlen, einer Molkerei, einer Brauerei und Getreidehandel |
| 1925 | 3004      | |
| 1933 | 3492      | [ 10 ] |
| 1939 | 3879      | [ 10 ] |

| Jahr      | 1959 | 1970 | 1979 | 1989 | 2002 | 2010 | 2021 |
| --------- | ---- | ---- | ---- | ---- | ---- | ---- | ---- |
| Einwohner | 1049 | 1730 | 1706 | 1792 | 2150 | 1956 | 1436 |

## Kirche

### Kirchengebäude

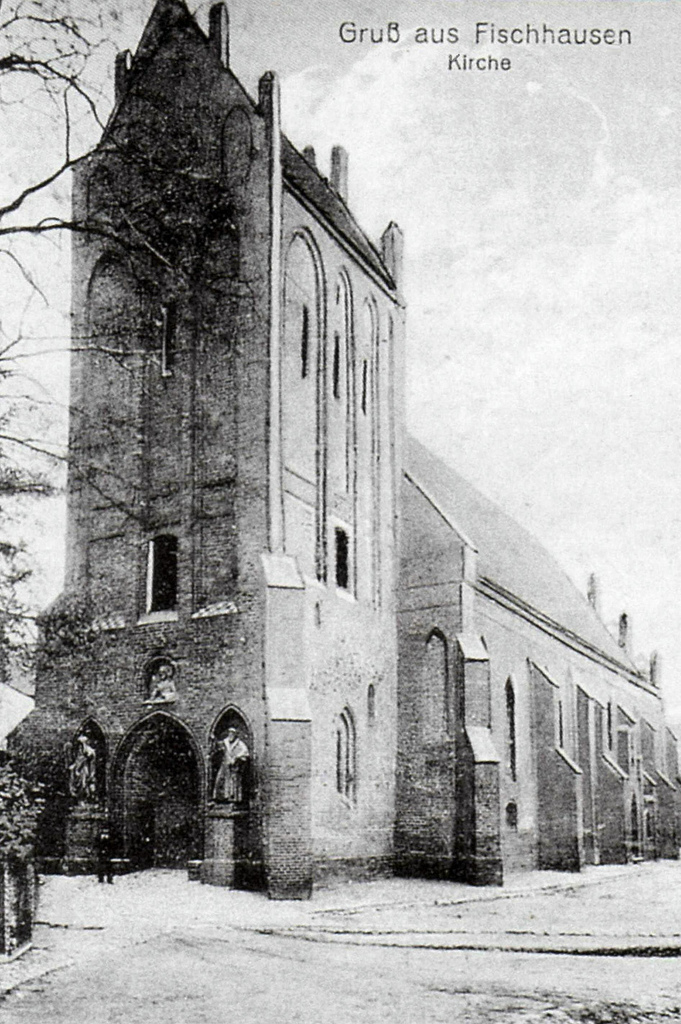
Pfarrkirche Fischhausen (1930)

In Fischhausen wurde in der ersten Hälfte des 14. Jahrhunderts eine Kirche errichtet. Es handelte sich um einen Backsteinbau mit gerade geschlossenem Chor sowie Turm. Die Kirche wurde wahrscheinlich nach 1320 errichtet und zeigte starke Bezüge zum Königsberger Dom, insbesondere in der typischen Form eines eingezogenen Chors und des Saalbaus. Der Chor war zweijochig, das Langhaus bestand aus vier Jochen und wies ein Rhythmus von Spitzbogenfenstern und -blenden auf. Der im Westen vorgebaute Turm war durch schräg stehende Strebepfeiler an den westlichen Kanten gestützt. Das Erdgeschoss des Turms verfügte über ein gestuftes, profiliertes Westportal, das von Spitzbogennischen flankiert wurde.  Der Ostgiebel besaß einen fünfachsigen Staffelgiebel mit Spitzbogenblenden, getrennt durch Dreiecksvorlagen, die in fialenartigen Endungen gipfelten. Die Giebelspitzen wurden durch Wimperge abgeschlossen, die Windlöcher enthielten. Der Westgiebel des Turms war vierachsig mit ähnlicher Gestaltung, jedoch mit kleineren Blenden an der Giebelspitze.
Vor dem Eingang standen lebensgroße Figuren, die den Heiligen Adalbert, Bischof Georg von Polenz und Jesus Christus darstellten. Sie waren Geschenke des Königs Friedrich Wilhelm IV. Die seit der Reformation als evangelisches Gotteshaus genutzte Kirche überstand den Zweiten Weltkrieg in stark beschädigtem Zustand. Anfang der 1960er Jahre wurde das alte Stadtzentrum von Fischhausen (heute im Osten der Stadt gelegen) mitsamt der Kirchenruine eingeebnet. Vom Kirchengebäude sind nur noch wenige Steinfragmente zu sehen.

### Ortskirchengemeinde
Fischhausen ist ein alter Kirchort. Eine Kirchengemeinde wurde hier im Jahre 1305 gegründet. Von 1264 bis 1523 war Fischhausen sogar Sitz des Bischofs von Samland. Vor 1945 war Fischhausen Sitz eines nach ihm benannten Kirchenkreises innerhalb der Kirchenprovinz Ostpreußen der evangelischen Kirche der Altpreußischen Union. Zum Pfarrort Fischhausen gehörten im Jahre 1925 4473 Gemeindeglieder, die in 15 Kirchspielorten lebten und von zwei Pfarrern betreut wurden. Flucht und Vertreibung der einheimischen Bevölkerung setzten dem kirchlichen Leben in Fischhausen ein Ende. Die Abtragung der Kirche besiegelte das Schicksal der Kirchengemeinde.
Heute liegt Primorsk im Einzugsbereich der in den 1990er Jahren neu entstandenen evangelisch-lutherischen Kirchengemeinde in Swetly (Zimmerbude), einer Filialgemeinde der Auferstehungskirche in Kaliningrad (Königsberg) in der Propstei Kaliningrad der Evangelisch-lutherischen Kirche Europäisches Russland.

### Kirchenkreis Fischhausen
Nach der Reformation bildete sich die Inspektion Fischhausen, zu der die Kirchengemeinden in Fischhausen (heute russisch: Primorsk), Germau (Russkoje), Heiligenkreutz (Salskoje), Kumehnen (Kumatschowo), Lochstädt (Pawlowo) mit Alt Pillau (Baltijsk), Laptau (Muromskoje), Medenau (Logwino), Pillau (Baltijsk), Powunden (Chrabrowo), Sankt Lorenz (Salskoje) und Thierenberg (Dunajewka, nicht mehr existent) gehörten. Laptau und Powunden wurden 1779 in die Inspektion Schaaken (Schemtschuschnoje) umgegliedert.
Im Jahre 1925 zählte der Kirchenkreis Fischhausen 47.159 Kirchenmitglieder, die sich auf 14 Kirchengemeinden im westlichen und südwestlichen Samland verteilten. Im Kreisgebiet waren 15 Pfarrer tätig.
Zum Kirchenkreis Fischhausen – einer von 13 im Regierungsbezirk Königsberg – in der Kirchenprovinz Ostpreußen der Kirche der Altpreußischen Union gehörten die Kirchengemeinden:
| Deutscher Name                                    | Russischer Name |
| Alt Pillau (Pillau II)                            | Baltijsk        |
| Fischhausen                                       | Primorsk        |
| Germau                                            | Russkoje        |
| Heiligenkreutz                                    | Krasnotorowka   |
| Kumehnen                                          | Kumatschowo     |
| Lochstädt                                         | Pawlowo         |
| Medenau/Groß Heydekrug (1939–1946: Großheidekrug) | Logwino/Wsmorje |
| Palmnicken                                        | Jantarny        |
| Pillau (Pillau I)                                 | Baltijsk        |
| Pobethen                                          | Romanowo        |
| Sankt Lorenz                                      | Salskoje        |
| Thierenberg                                       | Dunajewka       |
| Wargen                                            | Kotelnikowo     |
| Zimmerbude                                        | Swetly          |

## Wappen
Blasonierung: „In Blau schräg gekreuzt ein goldener Bischofsstab und ein goldenes Schwert, im unteren der dadurch gebildeten Winkel ein steigender, silberner Fisch.“
Die Stadt wurde im Jahre 1305 vom Bischof von Samland, Siegfried von Regenstein (1269–1314) gegründet. Das gesenkte Schwert, schräggekreuzt mit dem Bischofsstab ist das Wappen des Bistums. Erst vom Ende des 17. Jahrhunderts an sind Stadtsiegel bekannt.

## Partnerstadt
Es besteht eine Partnerschaft zwischen der holsteinischen Stadt Pinneberg und der Stadt Primorsk.

## Söhne und Töchter der Stadt
- Nikita Alexandrowitsch Burmistrow (* 1989), russischer Fußballspieler
- Arnold Federmann (1877–1952), deutscher Kunsthistoriker
- Margarete Federmann (1882–1965), deutsche Malerin
- Gustav Kordgien (1838–1907), Philologe
- Arno Motulsky (1923–2018), deutsch-amerikanischer Genetiker
- Karl Pokern (1895–1933), deutscher Fleischer, Arbeitersportler und Opfer der Köpenicker Blutwoche
- Dietrich von Saucken (1892–1980), deutscher General
- Ewald Theodor von Scheffer (1812–1898), preußischer Generalmajor
- Erika Maria Wiegand (1921–2009), deutsche Künstlerin und Bildhauerin
- Wilhelm Wien (1864–1928), deutscher Physiker, Nobelpreisträger

## Bilder

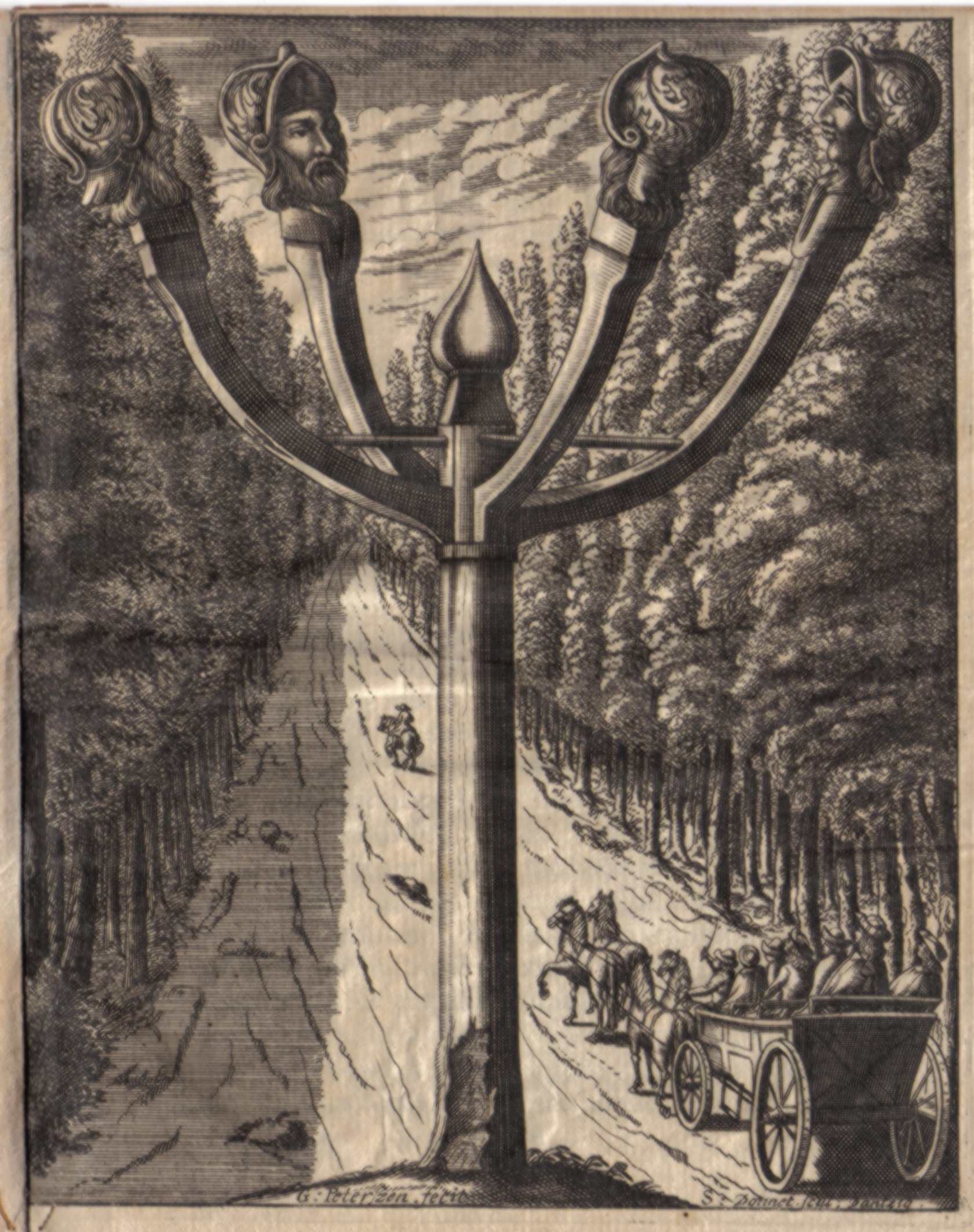
Vierbrüdersäule (1717)
Burg Fischhausen (1684)
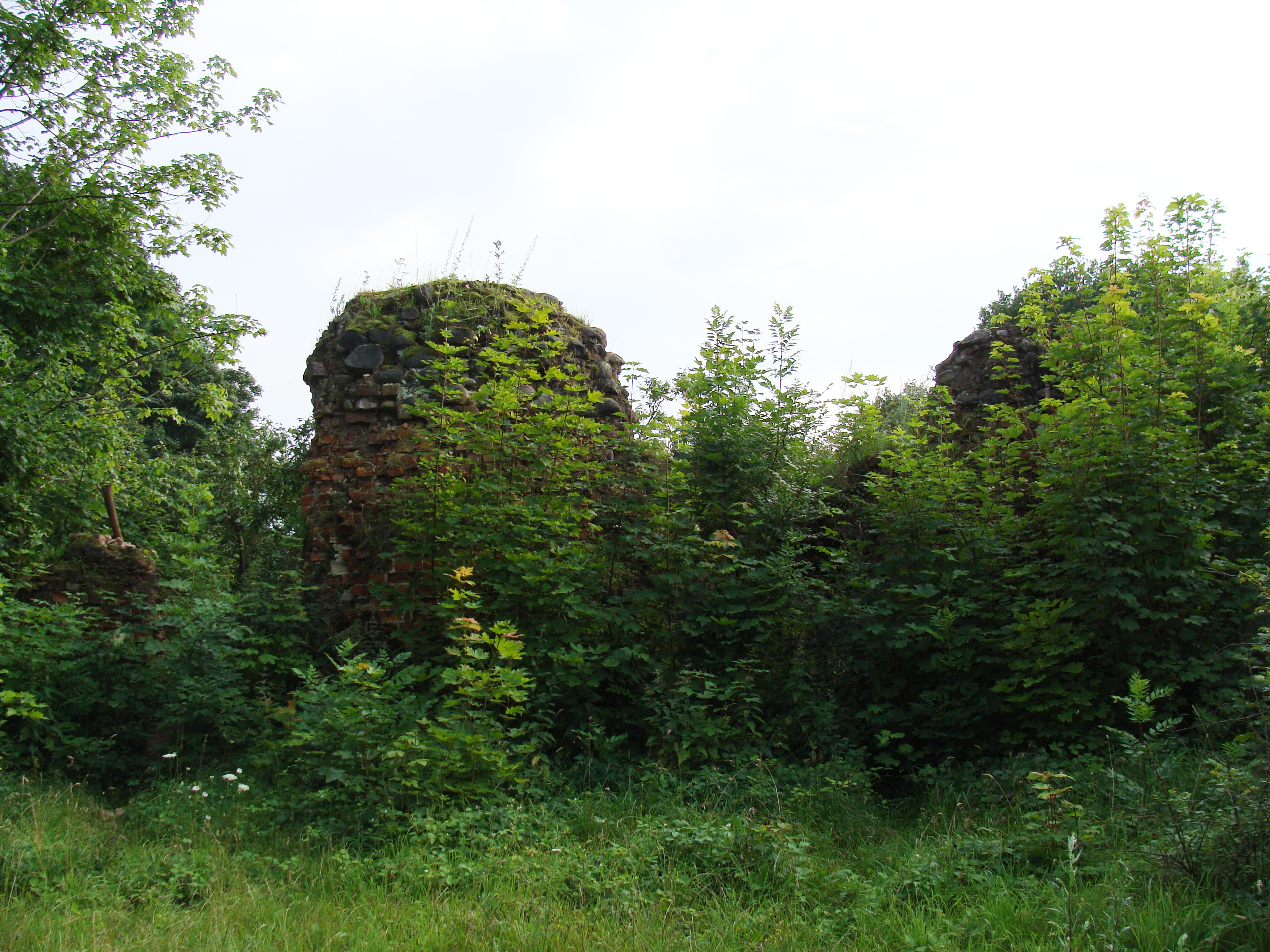
Ruine Fischhausen, 1
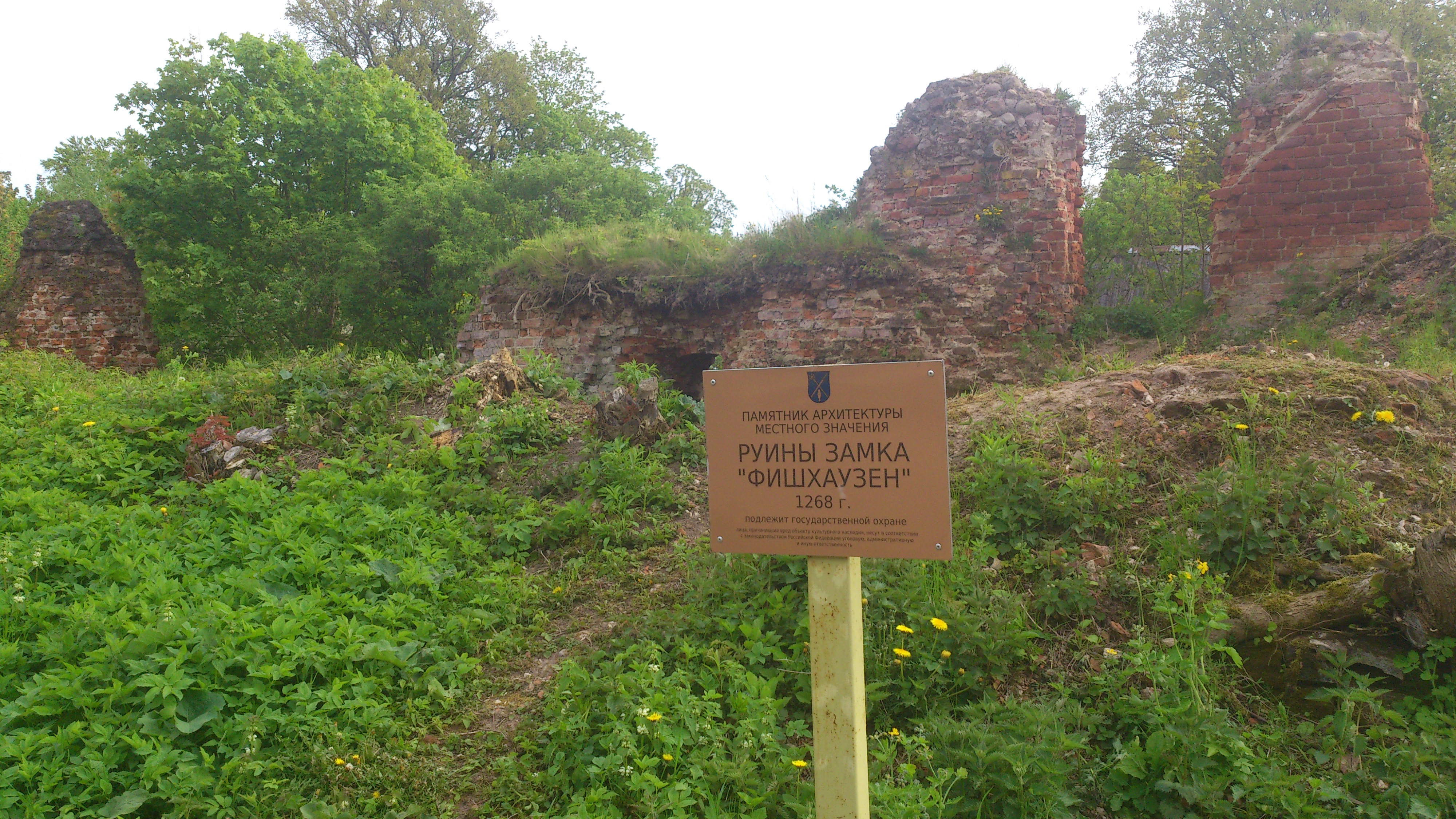
Ruine Fischhausen, 2
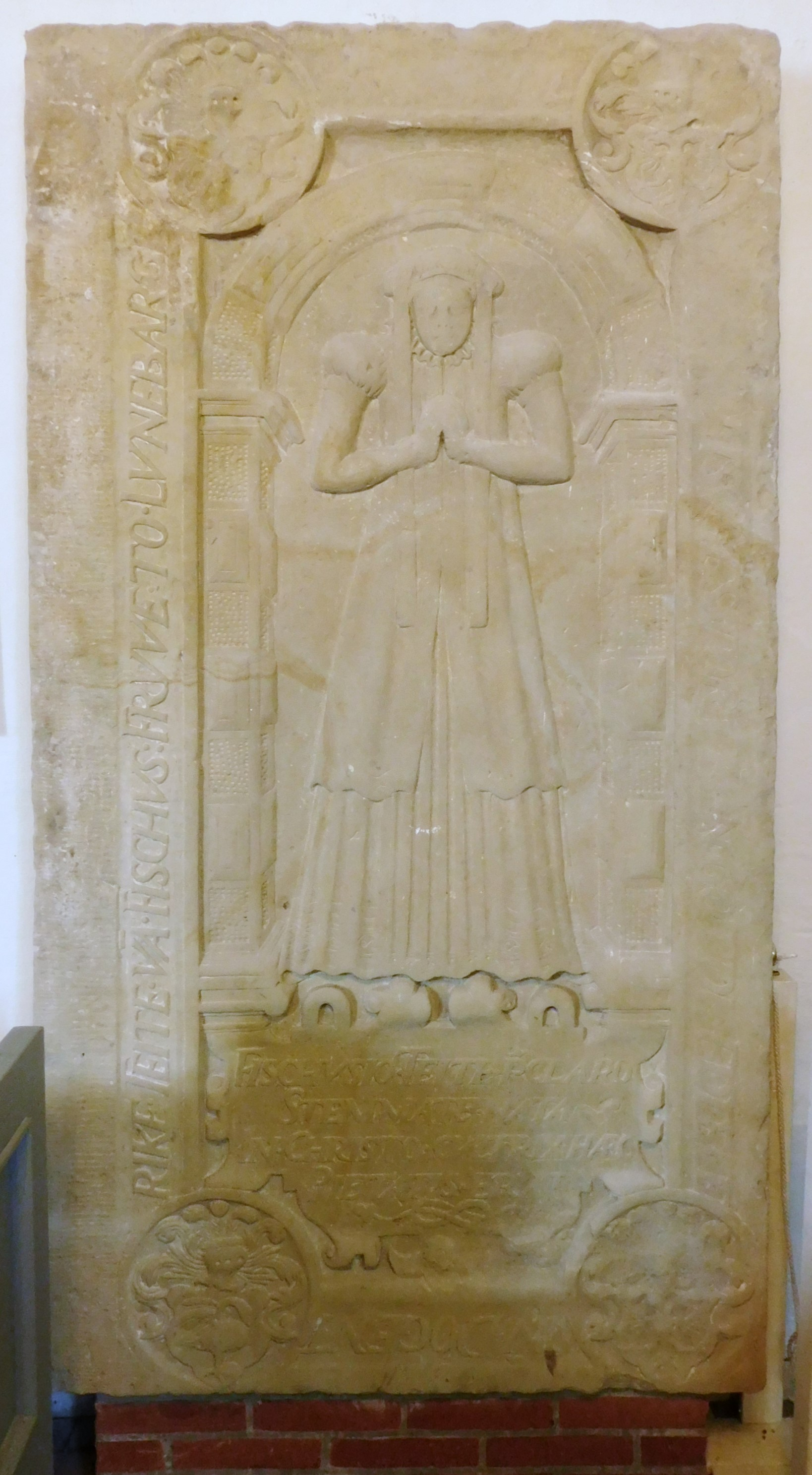
Grabplatte derer zu Fischhausen in der Kirche Wüppels (2017)